# Morti nel 1944/Luglio
| Questa pagina contiene informazioni ricavate automaticamente dalle voci biografiche con l'ausilio del template Bio e di un bot. L'aggiornamento è periodico e automatico e ricostruisce completamente la pagina. Se manca una persona in questa lista, sei pregato di non aggiungerla, ma accertati piuttosto che la sua voce biografica contenga il template Bio e che i dati anagrafici siano correttamente compilati. Se il template Bio manca, inseriscilo tu stesso o, in alternativa, metti l'avviso {{tmp\|Bio}} che ne segnala la mancanza. Se i dati riportati sono sbagliati, correggi direttamente la voce biografica; le modifiche saranno visibili in questa lista entro pochi giorni. Per chiarimenti vedi il progetto biografie. La lista contiene solo le 165 persone che sono citate nell'enciclopedia e per le quali è stato implementato correttamente il template Bio. Pagina aggiornata al 18 ago 2025. |

- 1º luglio - Giuseppe Gherardelli, matematico italiano (n. 1894)
- 1º luglio - Carl Mayer, sceneggiatore austriaco (n. 1894)
- 1º luglio - Tanja Savičeva, scrittrice sovietica (n. 1930)
- 1º luglio - Giulio Torresi, aviatore italiano (n. 1915)
- 1º luglio - Gisberto Vecchi, partigiano italiano (n. 1911)
- 2 luglio - Paul Powell, regista, sceneggiatore e produttore cinematografico statunitense (n. 1881)
- 2 luglio - Maurice Thédié, calciatore francese (n. 1896)
- 2 luglio - Şehzade Mehmed Ertuğrul, principe ottomano (n. 1912)
- 3 luglio - Antonio Bietolini, partigiano italiano (n. 1900)
- 4 luglio - Giovanni Fondelli, presbitero italiano
- 4 luglio - Maria Garzena, militare italiana (n. 1908)
- 4 luglio - Arnaldo Lambertini, militare e scrittore italiano (n. 1864)
- 5 luglio - Tat'jana Nikolaevna Baramzina, militare sovietica (n. 1919)
- 5 luglio - Piero Bellino, partigiano italiano (n. 1917)
- 5 luglio - Gaston Cornereau, schermidore francese (n. 1888)
- 5 luglio - Carlo Jussi, partigiano italiano (n. 1924)
- 5 luglio - Kazimierz Sakowicz, giornalista polacco (n. 1899)
- 6 luglio - Frederic Dorr Steele, illustratore statunitense (n. 1873)
- 6 luglio - Giannantonio Manci, imprenditore e partigiano italiano (n. 1901)
- 6 luglio - Chūichi Nagumo, ammiraglio giapponese (n. 1887)
- 6 luglio - Diana Rowden, agente segreto britannica (n. 1915)
- 7 luglio - Franz Berghammer, pallamanista austriaco (n. 1913)
- 7 luglio - Tadeusz Byliński, militare polacco (n. 1891)
- 7 luglio - Gaetano Curtis, magistrato e scrittore italiano (n. 1866)
- 7 luglio - Georges Mandel, giornalista e politico francese (n. 1885)
- 7 luglio - Erich Salomon, fotografo tedesco (n. 1886)
- 7 luglio - William Lutley Sclater, zoologo britannico (n. 1863)
- 8 luglio - Umberto Bardelli, ufficiale italiano (n. 1908)
- 8 luglio - Nikolaj Bujanov, militare e partigiano sovietico (n. 1925)
- 8 luglio - Terzilio Cardinali, militare e partigiano italiano (n. 1913)
- 8 luglio - Arnaldo Guerrini, antifascista italiano (n. 1894)
- 8 luglio - Alexander Martinek, calciatore tedesco (n. 1919)
- 8 luglio - George B. Seitz, regista, attore e sceneggiatore statunitense (n. 1888)
- 9 luglio - Paolo Lanzerotti, architetto e ingegnere italiano (n. 1875)
- 9 luglio - Frederic John Walker, militare britannico (n. 1896)
- 10 luglio - Yeshwant Ghadge, militare indiano (n. 1921)
- 10 luglio - Hanuš Hachenburg, poeta ceco (n. 1929)
- 10 luglio - Edward Joseph Hanna, arcivescovo cattolico statunitense (n. 1860)
- 10 luglio - Bruno Neri, calciatore e partigiano italiano (n. 1910)
- 10 luglio - Lucien Pissarro, pittore e incisore francese (n. 1863)
- 10 luglio - Yoshitsugu Saitō, generale giapponese (n. 1890)
- 11 luglio - Josip Vandot, scrittore sloveno (n. 1884)
- 12 luglio - Carlo Bianchi, antifascista italiano (n. 1912)
- 12 luglio - Sergej Nikolaevič Bulgakov, filosofo, teologo e scrittore russo (n. 1871)
- 12 luglio - Giuseppe Failla, militare e partigiano italiano (n. 1922)
- 12 luglio - Antonio Gambacorti Passerini, partigiano italiano (n. 1903)
- 12 luglio - Felice Lacerra, partigiano italiano (n. 1927)
- 12 luglio - Michele Levrino, operaio e antifascista italiano (n. 1880)
- 12 luglio - Giuseppe Robolotti, generale e partigiano italiano (n. 1885)
- 12 luglio - Theodore Roosevelt, politico e generale statunitense (n. 1887)
- 12 luglio - Jerzy Sas Kulczycki, militare e partigiano italiano (n. 1905)
- 12 luglio - Galileo Vercesi, partigiano italiano (n. 1891)
- 13 luglio - Arturo Bendini, politico italiano (n. 1891)
- 13 luglio - Albert Cadwell, calciatore inglese (n. 1900)
- 13 luglio - Germano Jori, partigiano italiano (n. 1904)
- 13 luglio - Fosco Montini, carabiniere e partigiano italiano (n. 1922)
- 14 luglio - Asmahan, cantante e attrice siriana (n. 1912)
- 14 luglio - Eugenio Calò, partigiano italiano (n. 1906)
- 14 luglio - Armida Cozzolino, attrice e cantante italiana (n. 1888)
- 14 luglio - Filippo D'Agostino, politico e partigiano italiano (n. 1885)
- 14 luglio - Libero Leonardi, partigiano italiano (n. 1904)
- 14 luglio - Armando Leone, partigiano italiano (n. 1921)
- 14 luglio - Visvaldis Melderis, cestista lettone (n. 1915)
- 14 luglio - Bruno Pelizzi, partigiano italiano (n. 1924)
- 14 luglio - Angelo Ricapito, militare, aviatore e partigiano italiano (n. 1923)
- 14 luglio - Mario Sbrilli, partigiano italiano (n. 1922)
- 14 luglio - Wolf Werner Graf von der Schulenburg, militare tedesco (n. 1899)
- 14 luglio - Giovanni Maria Simula, militare e partigiano italiano (n. 1917)
- 14 luglio - Rolando Vignali, partigiano e artigiano italiano (n. 1920)
- 15 luglio - Elio Chianesi, partigiano italiano (n. 1910)
- 15 luglio - Joseph Sadi-Lecointe, militare e aviatore francese (n. 1891)
- 15 luglio - Marie-Victorin, botanico canadese (n. 1885)
- 15 luglio - Mikhail Mordkin, ballerino, coreografo e insegnante russo (n. 1880)
- 15 luglio - Widgey R. Newman, regista e attore britannico (n. 1900)
- 16 luglio - Elio Monari, presbitero e partigiano italiano (n. 1913)
- 16 luglio - Vitale Venzi, fondista, saltatore con gli sci e combinatista nordico italiano (n. 1903)
- 17 luglio - Angelo De Sena, militare italiano (n. 1914)
- 17 luglio - Bruno Fanciullacci, partigiano italiano (n. 1919)
- 17 luglio - Bule Naipi, partigiana albanese (n. 1922)
- 17 luglio - Helene von Nostitz, scrittrice e pianista tedesca (n. 1878)
- 17 luglio - Danilo Preto, partigiano italiano (n. 1922)
- 17 luglio - Giuseppe Riccardi, militare italiano (n. 1918)
- 17 luglio - William James Sidis, statunitense (n. 1898)
- 18 luglio - Wim Anderiesen, calciatore olandese (n. 1903)
- 18 luglio - Ernesto Campanelli, militare e aviatore italiano (n. 1891)
- 18 luglio - Augusto De Angelis, scrittore e giornalista italiano (n. 1888)
- 18 luglio - Alan Dinehart, attore statunitense (n. 1889)
- 18 luglio - George Holt, attore, regista e sceneggiatore statunitense (n. 1878)
- 18 luglio - Tarsykija Mac'kiv, religiosa ucraina (n. 1919)
- 18 luglio - Frank Montgomery, regista, attore e sceneggiatore statunitense (n. 1870)
- 18 luglio - Thomas Sturge Moore, poeta inglese (n. 1870)
- 18 luglio - Walter Suzzi, partigiano e antifascista italiano (n. 1924)
- 18 luglio - Rex Whistler, pittore e costumista britannico (n. 1905)
- 19 luglio - Shigeo Arai, nuotatore giapponese (n. 1916)
- 19 luglio - Mangkunegara VII, sovrano indonesiano (n. 1885)
- 19 luglio - Siegfried Powolny, pallamanista austriaco (n. 1915)
- 19 luglio - José Simões, calciatore portoghese (n. 1913)
- 20 luglio - Giuseppe Beotti, presbitero italiano (n. 1912)
- 20 luglio - Heinrich Berger, giurista e scrittore tedesco (n. 1905)
- 20 luglio - Mildred Harris, attrice statunitense (n. 1901)
- 20 luglio - Enrico Rocca, giornalista, scrittore e traduttore italiano (n. 1895)
- 21 luglio - Ludwig Beck, generale tedesco (n. 1880)
- 21 luglio - Heinz Brandt, militare e cavaliere tedesco (n. 1907)
- 21 luglio - Werner von Haeften, militare tedesco (n. 1908)
- 21 luglio - Anselmo Marchi, partigiano italiano (n. 1920)
- 21 luglio - Hans-Ulrich von Oertzen, ufficiale tedesco (n. 1915)
- 21 luglio - Friedrich Olbricht, generale tedesco (n. 1888)
- 21 luglio - Albrecht Mertz von Quirnheim, militare tedesco (n. 1905)
- 21 luglio - Claus Schenk von Stauffenberg, militare tedesco (n. 1907)
- 21 luglio - Henning von Tresckow, generale tedesco (n. 1901)
- 22 luglio - Giuseppe Bravin, partigiano italiano (n. 1922)
- 22 luglio - Dante Castellucci, partigiano italiano (n. 1920)
- 22 luglio - Rudolf Fickeisen, canottiere tedesco (n. 1885)
- 22 luglio - Arthur Hauffe, generale tedesco (n. 1892)
- 22 luglio - Günther Korten, generale tedesco (n. 1898)
- 22 luglio - Herbert-Ernst Vahl, generale tedesco (n. 1896)
- 22 luglio - Francesco Valentino, partigiano italiano (n. 1925)
- 22 luglio - Ignazio Vian, militare e partigiano italiano (n. 1917)
- 22 luglio - Guido Zuccaro, pittore italiano (n. 1876)
- 23 luglio - Vamsidas Babaji, filosofo indiano (n. 1859)
- 23 luglio - Bianca Iggius, attrice teatrale italiana (n. 1869)
- 23 luglio - Max Nettlau, anarchico austriaco (n. 1865)
- 23 luglio - Hans von Sponeck, generale tedesco (n. 1888)
- 23 luglio - Eduard Wagner, generale tedesco (n. 1894)
- 24 luglio - Bortolo Belotti, politico, storico e giurista italiano (n. 1877)
- 24 luglio - Carlo Croce, militare e partigiano italiano (n. 1892)
- 25 luglio - Franca Barbier, militare italiana (n. 1923)
- 25 luglio - Aldo Felice Casotti, partigiano italiano (n. 1929)
- 25 luglio - Max Kommerell, storico, scrittore e insegnante tedesco (n. 1902)
- 25 luglio - Lesley James McNair, generale statunitense (n. 1883)
- 25 luglio - Osvaldo Orsi, agronomo italiano (n. 1862)
- 25 luglio - Gino Pistoni, partigiano italiano (n. 1924)
- 25 luglio - Henk Tempel, calciatore olandese (n. 1898)
- 25 luglio - Jakob Johann von Uexküll, biologo, zoologo e filosofo estone (n. 1864)
- 25 luglio - László Weiner, compositore, pianista e direttore d'orchestra ungherese (n. 1916)
- 26 luglio - Francesco Babini, presbitero e partigiano italiano (n. 1914)
- 26 luglio - Clóvis Beviláqua, giurista brasiliano (n. 1859)
- 26 luglio - Wessel Freytag von Loringhoven, militare tedesco (n. 1899)
- 26 luglio - Gyula Katona, ginnasta ungherese (n. 1879)
- 26 luglio - Manning Kimmel, militare statunitense (n. 1913)
- 26 luglio - János Krizmanich, ginnasta ungherese (n. 1889)
- 26 luglio - Reza Shah Pahlavi, generale iraniano (n. 1878)
- 26 luglio - Antonio Zoli, partigiano italiano (n. 1915)
- 27 luglio - Renzo Cattaneo, partigiano italiano (n. 1927)
- 27 luglio - Perry McGillivray, nuotatore, pallanuotista e allenatore di pallanuoto statunitense (n. 1893)
- 27 luglio - Francis James Mortimer, fotografo britannico (n. 1874)
- 28 luglio - Giovanni Felisati, partigiano italiano (n. 1909)
- 28 luglio - Ralph Fowler, fisico e astronomo britannico (n. 1889)
- 28 luglio - Fritz von Scholz, generale austriaco (n. 1896)
- 28 luglio - Werner Schrader, ufficiale tedesco (n. 1895)
- 28 luglio - Takeshi Takashima, generale giapponese (n. 1891)
- 28 luglio - Christian Tychsen, militare tedesco (n. 1910)
- 29 luglio - Mario Cassurino, partigiano italiano (n. 1924)
- 29 luglio - Silvano Fedi, partigiano, anarchico e antifascista italiano (n. 1920)
- 29 luglio - Balilla Grillotti, partigiano italiano (n. 1902)
- 29 luglio - Edmund Lawrence, attore teatrale e regista cinematografico statunitense (n. 1881)
- 29 luglio - Emil Lohbeck, cestista tedesco (n. 1905)
- 29 luglio - Giacinto Rizzolio, partigiano e militare italiano (n. 1919)
- 29 luglio - Pietro Tabor, calciatore italiano (n. 1919)
- 30 luglio - Enzo Giovanni Caffer, partigiano italiano (n. 1925)
- 30 luglio - Carlo Pignatti Morano di Custoza, ammiraglio e politico italiano (n. 1869)
- 30 luglio - Nikolaj Nikolaevič Polikarpov, ingegnere aeronautico sovietico (n. 1892)
- 31 luglio - Nello Pini, partigiano e antifascista italiano
- 31 luglio - Settela Steinbach, olandese (n. 1934)
- 31 luglio - Franciszek Stryjas, beato polacco (n. 1882)